# دشقوتان
دشقوتان (به عربی: دشقوتان) یک منطقهٔ مسکونی در عراق است که در شهرستان تلکیف واقع شده‌است.